# Samí Sail
Samí Sail is een jaarlijks terugkerend evenement in Sint Michielsbaai, Boca Samí, op Curaçao. Het evenement is een combinatie van zeilwedstrijden en een volksfeest aan de wal. Traditioneel vond het evenement plaats eind april/begin mei, de combinatie van Koninginnedag en Dag van de Arbeid. Met de entree van Koningsdag heeft het evenement in 2014 niet plaatsgevonden.

## Geschiedenis
In rond 1980 zag Kees Rademaker in Samí hoe de zoons van de plaatselijke vissers met afvalhout en tafellakens de zeilboten van hun vaders namaakten en wedstrijdjes voeren op de lagune (Saliňa). In een unieke samenwerking tussen de lokale bevolking, de marine en zeilsporters is in 1981 de eerste Sami Sail georganiseerd. In deze eerste editie werd er gevaren in vissersboten, minivissersboten, wedstrijdjachten, open bootjes en surfplanken. In de eerste jaren waren er voornamelijk lokale deelnemers.